# Szarvas Klári
Szarvas-Weissberger Klári (Budapest, Ferencváros, 1911. május 12. – 2007. január 12.) magyar származású izraeli hárfaművész- és tanár.

## Élete

### Korai évek
Szarvas Klári (Klára) 1911-ben Budapesten született Szarvas Félix (1873–1956) szülész-nőgyógyász és Pollatschek Kornélia (1888–1971) első gyermekeként asszimilálódott zsidó családban. Húga, Illy (Ilona) három évvel fiatalabb volt nála.
Az Országos Nőképző Egylet budapesti Veres Pálné Gimnáziumában kitűnő eredménnyel tanult, akárcsak húga. Az iskolai ünnepségeken operettekben mint színész és énekes szerepelt. A Nemzeti Zenedében hatéves korától tanult zongorázni Payr Mártánál. Az 1920/1921-es tanévben a Robert Payr hárfatanárt váltó Mosshammer Ottó tanítványa lett hárfásként. Nem sokra rá felvették a Zeneakadémia hárfaszakára, ahol 1930-ban, alig tizenkilenc évesen művészoklevelet szerzett.
1932. augusztus 14-én Budapesten, a Ferencvárosban feleségül ment Pataki (Pollatsek) László vegyészmérnökhöz, aki zenekritikusként is dolgozott. Illy zenetanár lett Budapesten. Sógora a világhírű papíripari szakember, Vámos György (1912–2002) Kossuth-díjas gépészmérnök, a műszaki tudományok kandidátusa volt.
1926-ban a Budapesti Orvosok Kamarazene Egyesülete szervezésében jótékony célú hangversenyen szerepelt a budapesti Zeneakadémián a keresőképtelen orvosok megsegítésére. Hárfajátékát már ekkor művészinek nevezték. Az Egyesülettel 1926 és 1935 között szinte minden évben fellépett. 1931-es koncertjükön Horthy Miklósné védnök magához kérette és elismerését fejezte ki szép játékáért. Ugyanebben az évben fellépett a Budapesti Ének- és Zenekaregyesülettel, Revere Gyula és Bleyer Lili hátfavirtuózokkal együtt. A fiatalon elhunyt Radó Aladár 137. zsoltár bariton szólóra, három hárfa és cselló kíséretével c. művét adták elő.
Első rádiós előadása 1927-ben volt. Brahms A bús, a méla hárfahang c., női karra, két kürt- és hárfakíséretre írt darabját játszották. Ezt követően számos alkalommal játszott a Rádióban, a műsorújságok alapján 25 különféle darabot játszott el.
1927-ben a Zeneakadémián rendezett olasz-magyar ünnepségen Svéd Sándorral lépett színpadra. A következő évben a Zeneakadémia Tehetségvédelmi hangversenyén Farkas Ferenc zeneszerzővel, Fischer Annie zongoristával és Végh Sándor hegedűssel.
A Belvárosi Színházban és a Zeneakadémián matinéműsorokban gyakran szerepelt együtt neves írókkal, költőkkel, színészekkel. 1930-ban Tóth Árpád költő emlékestjén Ascher Oszkár, Babits Mihály, Karinthy Frigyes, Kosztolányi Dezső, Móricz Zsigmond és Somlay Artúr mellett állt színpadra.
Előadásain szívesen játszotta fiatal kortárs magyar szerzők darabjait, Eördögh János, Farkas Ferenc, Járay-Janetschek István, Lajtha László, Kadosa Pál, Polgár Tibor és Radó Aladár szerzeményeit. Egy 1938-as rövid hír szerint tervezte és talán el is játszotta Farkas Ferenc Régi magyar táncok c. világhírűvé vált zenéjét, ami pedig csak az 1943-as Rákóczi nótája című filmhez készült el filmzenének, s melynek zongoraletétje 1948-ban, hárfás változata pedig 1979-ben született meg.
1934-ben a Budapesti Hangversenyzenekarral tíz várost érintő olaszországi turnén járt. 1937-ben Varsóban és Vilniusban szerepelt, a lengyel fővárosban adott szólókoncertjét közvetítette a Magyar Rádió.
1936-ban a legkitűnőbbnek minősítették a Bécsi Opera és a Bécsi Filharmonikusok közös hárfás álláspályázatán, melyet nem fogadott el amiatt, hogy osztrák állampolgárságért kellett volna folyamodnia. Az újság szerint „magyar asszony és továbbra is magyar akar maradni”.
A nácik hatalomra kerülése után az antiszemitizmus eluralta Európát, különösen Németországot. A zsidó művészeket elbocsátották a zenekarokból. 1936-ban Bronisław Huberman hegedűművész Európában turnézott, és tehetséges embereket keresett, akikkel megalapozhatja a Palesztinai Zenekar (későbbi nevén: Izraeli Filharmonikus Zenekar) tagságát. 1938-ban Huberman meghívta Szarvas Klárit, hogy csatlakozzon a zenekarhoz, amelyhez szüksége volt hárfaművészre. Előbb a kor legnevesebb karmesterével, Arturo Toscaninivel négyhetes egyiptomi hangversenykörúton járt. A zsidó zenészekből álló zenekar irányítását Toscanini szolidaritásból vállalta, amiért később Einstein meleghangú elismerő levelet írt Toscanininek. Einstein szerint ez a kezdeményezés adott kezdő lendületet a Palesztinai Zenekarnak. Ezt követően öthetes próbalátogatásra érkezett Izraelbe, majd úgy döntött, hogy elfogadja Huberman ajánlatát, és letelepszik Palesztinában.
1940-ben még egyszer hazalátogatott. A második világháború után a magyar újságok ritkán írtak róla, vélhetően a megromlott izraeli-magyar állami kapcsolatok miatt. Egy-egy emlékezésben fordult csak elő a neve, például, hogy ő is Mosshammer tehetséges tanítványa volt, vagy hogy az elsők között lett a híres izraeli zenekar tagja.

### Izraelben
Tel-Avivban telepedett le, ahol 1961-ig tartózkodott, amikor is Jeruzsálembe költözött. 1940-ben megszületett a lányuk, Ilana, ám néhány hónappal később elváltak első férjével. 1946-ban hozzáment Yoseph (Beppo) Weissbergerhez, aki a filharmonikusok csellistája volt. Fia, Roni 1947-ben született. 
Szarvas és Weissberger együtt is felléptek kamarakoncerteken, amíg Yoseph 1954 végén meg nem halt. Mielőtt kivándorolt volna Izraelbe, Szarvas Klári több hárfaverseny résztvevője volt, s díjakkal is elismerték tehetségét. Az először 1959-ben megrendezett Izraeli Hárfaverseny zsűrijében együttműködött az 1956-os amerikai emigránssal, Würtzler Arisztiddal. A hárfaművészet akkori megújulásában jelentős érdemeket szereztek. Hárfatanárként is működött. Tanítványai között van Edna Buchman. Mialatt Jeruzsálemben élt, játszott a Jeruzsálemi Szimfonikus Zenekarban, de más zenekarokkal is fellépett szólistaként. 
Idősebb korában, amikor már nem tudta magát ellátni, Jeruzsálemből Haifába költözött, és lányával, Ilanával és annak férjével, Rafival lakott. 1997 nyarától 2007. január 17-én bekövetkezett haláláig élt velük. 
Lánya, Ilana Sivan, Raphael (Rafi) Sivan (Zussman) (1935–2011) villamosmérnöknek, a haifai Technion kutatóegyetem professzorának özvegye. Unokája, Ori Sivan izraeli televíziós és filmrendező. Fia, Ron (Roni) Kuzar,  nyelvész és docens a Haifai Egyetem Angol nyelv és irodalom tanszékén. 
2008-ban mutatták be Ori Sivan "Húrok mögött"  (33 perces) című dokumentumfilmjét. A film nagymamája, Szarvas Klári életét mutatja be. 2010-ben jelent meg Sivan „Zubin és Én” című dokumentumfilmje, mely Zubin Mehta karmesterről és nagymamájáról szól.

## Fordítás
- Ez a szócikk részben vagy egészben  a   Klari Szarvas című angol Wikipédia-szócikk ezen változatának fordításán alapul.  Az eredeti cikk szerkesztőit annak laptörténete sorolja fel. Ez a jelzés csupán a megfogalmazás eredetét és a szerzői jogokat jelzi, nem szolgál a cikkben szereplő információk forrásmegjelöléseként.